# Baloutchistan (Pakistan)
Pour les articles homonymes, voir Baloutchistan.
Le Balouchistan,, ou Baloutchistan (en ourdou : بلوچِستان ou en anglais : Balochistan) est l'une des quatre provinces fédérées du Pakistan, qui se confond en grande partie avec la région historique du Baloutchistan qui déborde sur l'Iran et l'Afghanistan. Elle doit son nom au peuple baloutche.
La province est la plus grande du pays, mais aussi la moins peuplée et la plus pauvre alors qu'elle est principalement rurale. Quelque quinze millions de personnes peuplent la province en 2023. Diverses ethnies et tribus y sont présentes, dont les Baloutches et les Pachtounes, dont la cohabitation est parfois difficile. Sa capitale, Quetta, est de loin la ville la plus importante de la province, bien que cette dernière abrite par ailleurs le port stratégique de Gwadar. La création d'une province pachtoune, et une autre, baloutche, est un projet régulièrement envisagé, mais qui traine depuis plusieurs décennies.   
Le Baloutchistan bénéficie, comme les autres provinces du Pakistan, de certains pouvoirs dans le cadre d'une organisation fédérale de l’État. Il possède ainsi une Assemblée provinciale élue directement par le peuple ainsi que d'un gouvernement avec à sa tête un ministre en chef. Son gouverneur est nommé par le président de la République. Toutefois, la province connaît un mouvement séparatiste, parfois violent, depuis la création du Pakistan. Ce mouvement voudrait aussi unir les Baloutches iraniens, avec les Baloutches du Pakistan actuel, pour créer un État unitaire réunissant tous les Baloutches. L'insurrection islamiste au Pakistan a également régulièrement touché la province depuis les années 2000.

## Histoire
Durant la période du Raj britannique, le Baloutchistan est divisé en quatre États princiers : Makran au sud-ouest, Kharan à l'ouest, Las Bela au sud-est, et Kalat à l'est. Ils se placent sous souveraineté britannique en 1876. En 1935, la province est frappée par un séisme dont l'épicentre se situe près de Quetta et fait des dizaines de milliers de victimes. 
Au moment de l'indépendance du Pakistan en 1947, le nord de l'actuelle province (Chief Commissioner's Province of Baluchistan) rejoint immédiatement le Pakistan, puis les quatre États princiers suivent en mars 1948. Toutefois, ces derniers reforment une union autonome entre 1952 et 1955, puis sont fusionnés dans la province du Pakistan occidental, correspondant à l'actuel Pakistan. L'enclave de Gwadar, appartenant jusque-là au Sultanat d'Oman, est finalement intégrée au pays en octobre 1958. À l'indépendance du Bangladesh, l'actuelle province du Baloutchistan dans sa forme actuelle est instaurée en 1970. 
Le Baloutchistan connait depuis l'indépendance du Pakistan un mouvement séparatiste provenant de l'ethnie baloutche, qui a débouché sur plusieurs conflits armés les opposants à l'armée pakistanaise à divers moments. Les combats les plus intenses ont eu lieu peu après l'indépendance, en 1955, puis dans les années 1960 et surtout les années 1970, qui connaissent les affrontements les plus violents. Les combats ont repris en 2004. La région est également un refuge pour les dirigeants des talibans afghans, dont la choura de Quetta, l'organe politique des talibans. Elle est également devenue un point de repli pour les talibans pakistanais qui s'opposent au pouvoir pakistanais dans le cadre de l'insurrection islamiste au Pakistan.

## Géographie

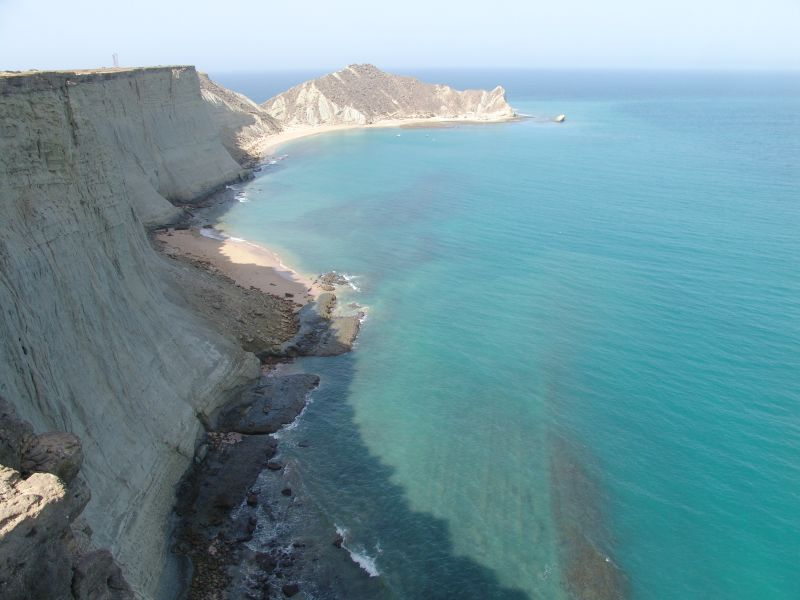
L'île d'Astola, située près de la côte du Baloutchistan.

Le Baloutchistan est situé dans le sud-ouest du Pakistan et constitue de loin la plus grande province du pays. Avec ses 347 190 kilomètres carrés de superficie, il représente à lui tout seul 44 % du pays. La province se trouve sur le bord oriental du plateau iranien. Il est bordé à l'ouest par l'Iran, au nord par l'Afghanistan et à l'est par la province de Khyber Pakhtunkhwa, du Pendjab et du Sind.
La province est constituée d'un vaste désert rocheux et aride, principalement montagneux, à l'exception du Katch Gandava, situé au nord-est au pied des montagnes. Au sud, la zone côtière de la province, donnant sur la mer d'Arabie, fait partie du Mékran. 

### Climat
Le climat est aride, très chaud et sec en été et doux en hiver.

## Politique et administration

### Les villes

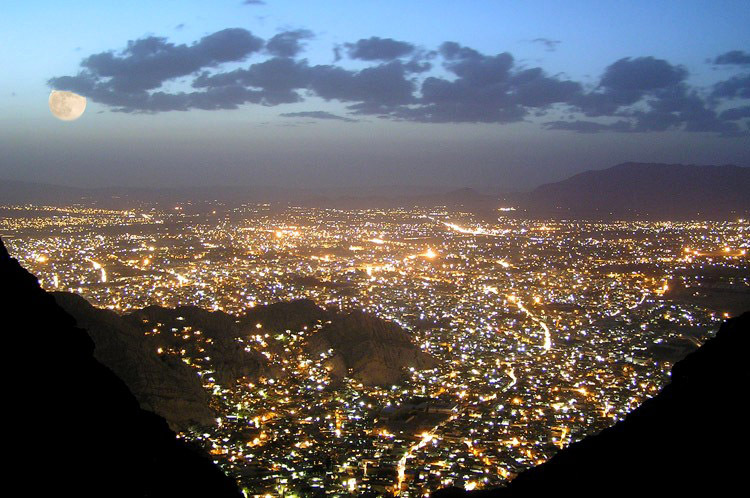
La ville de Quetta, capitale de la province, vue de nuit.

La liste ci-dessous recense les douze villes de la province dépassant 50 000 habitants selon le recensement de 2017.
| Rang | Ville             | District       | Pop. (2017) |
| ---- | ----------------- | -------------- | ----------- |
| 1    | Quetta            | Quetta         | 1 001 205   |
| 2    | Turbat            | Kech           | 213 557     |
| 3    | Khuzdar           | Khuzdar        | 182 927     |
| 4    | Hub               | Lasbela        | 175 376     |
| 5    | Chaman            | Killa Abdullah | 123 191     |
| 6    | Dera Murad Jamali | Nasirabad      | 96 591      |
| 7    | Gwadar            | Gwadar         | 90 762      |
| 8    | Dera Allah Yar    | Jafarabad      | 80 908      |
| 9    | Sibi              | Sibi           | 64 427      |
| 10   | Usta Mohammad     | Jafarabad      | 77 097      |
| 11   | Sui               | Dera Bugti     | 71 676      |
| 12   | Loralai           | Loralai        | 54 758      |

### Districts
La province est divisée en 31 districts.

Carte des districts du Baloutchistan.

| no | District        | Capitale        | Pop. (2017) | no | District  | Capitale  | Pop. (2017) |
| -- | --------------- | --------------- | ----------- | -- | --------- | --------- | ----------- |
| 1  | Awaran          | Awaran          | 122 011     | 17 | Lasbela   | Uthal     | 574 292     |
| 2  | Barkhan         | Barkhan         | 171 556     | 18 | Loralai   | Loralai   | 397 400     |
| 3  | Kachhi          | Dhadar          | 237 030     | 19 | Mastung   | Mastung   | 266 461     |
| 4  | Chagai          | Dalbandin       | 226 008     | 20 | Musakhel  | Musakhel  | 167 017     |
| 5  | Dera Bugti      | Dera Bugti      | 312 603     | 21 | Nasirabad | Nasirabad | 490 538     |
| 6  | Gwadar          | Gwadar          | 263 514     | 22 | Nushki    | Nushki    | 178 796     |
| 7  | Harnai          | Harnai          | 97 017      | 23 | Panjgur   | Panjgur   | 316 385     |
| 8  | Jafarabad       | Dera Allah Yar  | 513 813     | 24 | Pishin    | Pishin    | 736 481     |
| 9  | Jhal Magsi      | Jhal Magsi      | 149 225     | 25 | Quetta    | Quetta    | 2 275 699   |
| 10 | Kalat           | Kalat           | 412 232     | 26 | Sherani   | Sherani   | 153 116     |
| 11 | Kech            | Turbat          | 909 116     | 27 | Sibi      | Sibi      | 253 617     |
| 12 | Kharan          | Kharan          | 156 152     | 28 | Washuk    | Washuk    | 176 206     |
| 13 | Khuzdar         | Khuzdar         | 802 207     | 29 | Zhob      | Zhob      | 310 544     |
| 14 | Killa Abdullah  | Chaman          | 757 578     | 30 | Ziarat    | Ziarat    | 160 422     |
| 15 | Killa Saifullah | Killa Saifullah | 342 814     | 31 | Sohbatpur | Sohbatpur | 200 538     |
| 16 | Kohlu           | Kohlu           | 214 350     |    |           |           |             |

### Politique
L'Assemblée provinciale du Baloutchistan est monocamérale et constitue le pouvoir législatif de cette province fédérée. Sur ses 65 membres, 51 sont élus directement par le peuple au suffrage universel direct uninominal majoritaire à un tour, et leur mandat est de cinq ans. Les quatorze membres restants sont élus par les précédents, onze sont des femmes et trois appartiennent à des minorités religieuses. La province dispose également d'un gouvernement local autonome qui découle de son Assemblée. Le ministre en chef (Chief Minister) est le chef de ce gouvernement et il est responsable devant l'Assemblée. Le pouvoir fédéral de l'État est en revanche représenté par le Gouverneur, qui est nommé par le Président de la République sur le conseil du Premier ministre.
Les différentes forces politiques de la province correspondent en partie aux deux principales ethnies de la province, à savoir les Pachtounes vivants au nord, représentées notamment par le parti islamiste Jamiat Ulema-e-Islam (F), le Parti national Awami et le Pashtunkhwa Milli Awami (PKMAP). Les Baloutches, vivant au sud, ont eux été représentés ces dernières années par le Parti national baloutche et le Parti national, notamment. Lors des élections provinciales de 2013, la Ligue musulmane du Pakistan (N), le PKMAP et le Parti national sont devenus respectivement les trois principales forces de l'Assemblée, et ont formé un gouvernement de coalition. Le poste de ministre en chef est alors revenu à Abdul Malik Baloch et le poste de Gouverneur à Mohammad Khan Achakzai.

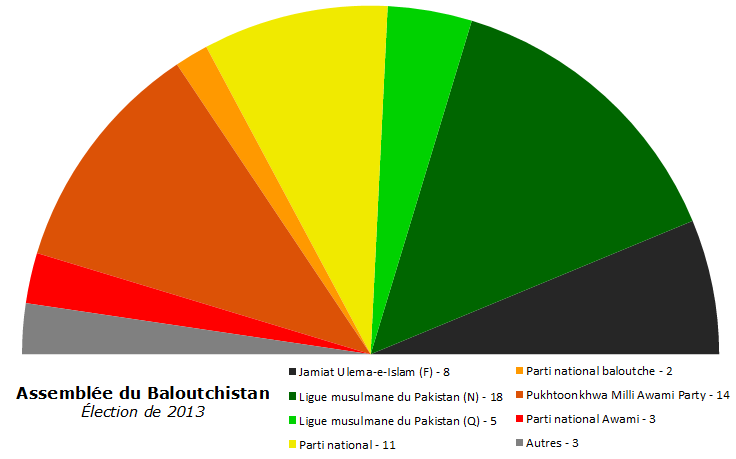
Composition de l'Assemblée provinciale du Baloutchistan après les élections de 2013.

| Parti baloutche Awami                                                                            | 446 913   | 24,59 % | 4  | 20 | 20 |
| Muttahida Majlis-e-Amal                                                                          | 271 498   | 14,94 % | 5  | 10 | 10 |
| Parti national baloutche                                                                         | 127 823   | 7,03 %  | 2  | 10 | 8  |
| Pashtunkhwa Milli Awami                                                                          | 118 106   | 6,50 %  | 0  | 1  | 13 |
| Mouvement du Pakistan pour la justice                                                            | 109 743   | 6,04 %  | 2  | 7  | 7  |
| Parti national baloutche (Awami)                                                                 | 92 600    | 5,09 %  | 0  | 3  | 2  |
| Parti national                                                                                   | 89 168    | 4,91 %  | 0  | 0  | 10 |
| Parti du peuple pakistanais                                                                      | 56 095    | 3,09 %  | 0  | 0  | =  |
| Parti national Awami                                                                             | 49 030    | 2,70 %  | 0  | 4  | 1  |
| Jamhoori Wattan                                                                                  | 28 317    | 1,56 %  | 1  | 1  | 1  |
| Ligue musulmane du Pakistan (N)                                                                  | 28 057    | 1,54 %  | 0  | 1  | 17 |
| Autres partis                                                                                    | 85 267    | 4,69 %  | 0  | 0  | 11 |
| Indépendants                                                                                     | 314 785   | 17,32 % | 1  | 4  | 4  |
| Total (participation : 42,50 %)                                                                  | 1 817 132 | 100 %   | 15 | 65 |    |
| 1. 2. Source : Commission électorale du Pakistan (sièges nationaux, sièges provinciaux et votes) |           |         |    |    |    |

## Population et société

### Démographie

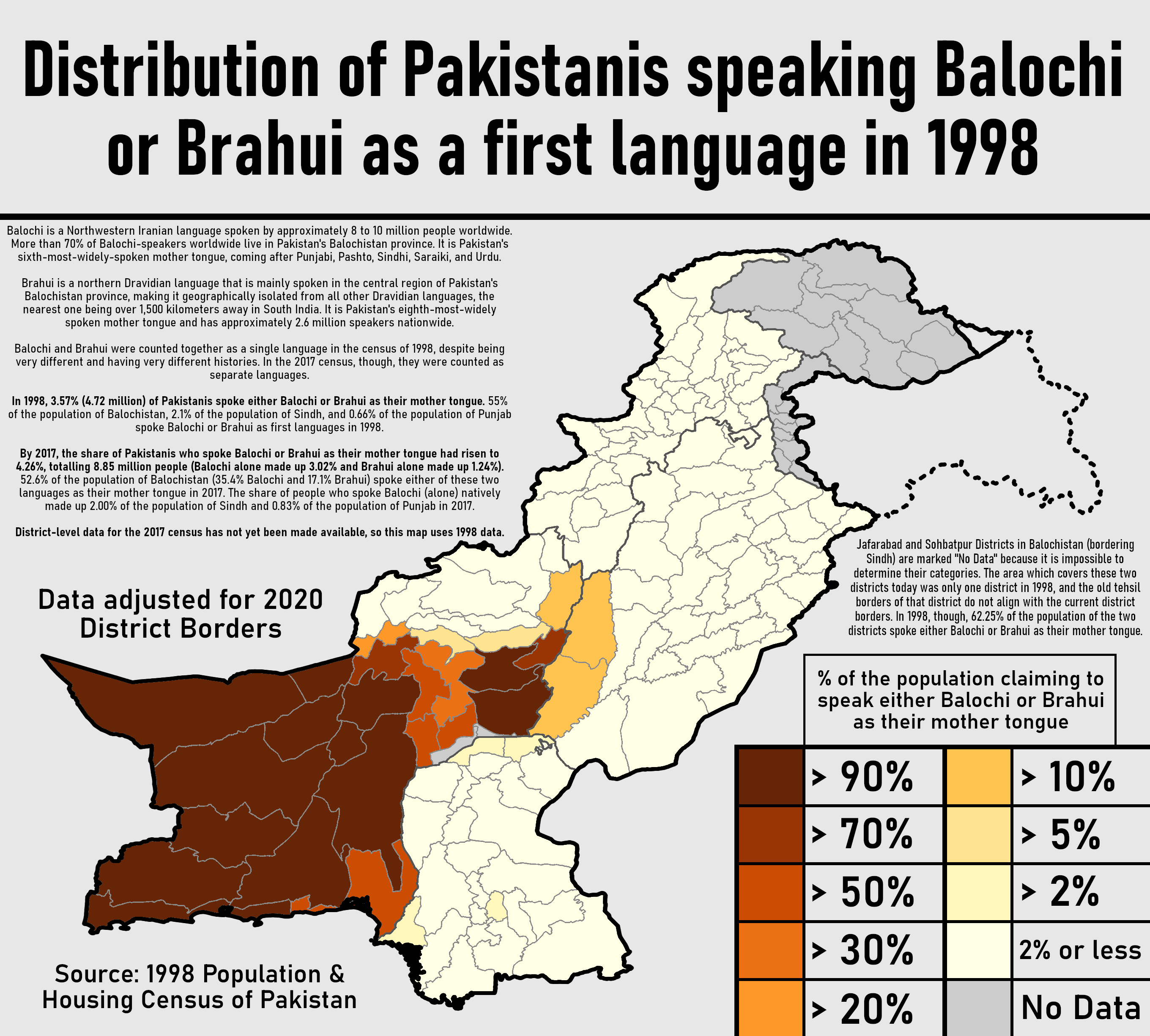
Part de la population parlant baloutchi ou brahoui par district.

Selon le recensement de 1998, la population au Baloutchistan compte alors 6,6 millions d'habitants, de loin la province la moins peuplée du pays, et à peine deux fois plus peuplée que les régions tribales. Seuls 24 % de la population étaient alors urbaines et le taux d'alphabétisation se situait à 25 %, dont 34 % pour les hommes et 14 % pour les femmes. 
Le recensement de 2023 pointe une population de 14,6 millions d'habitants. L'urbanisation a un peu augmenté depuis 1998, passant à 30 % environ. En revanche, l’alphabétisation est en forte hausse, passant de 25 % à 42 % entre les deux études.
La province est peuplée de plusieurs ethnies dont les principales sont les Baloutches, qui sont originaires de la province, et les Pachtounes surtout présents dans le nord, en partie immigrés de l'Afghanistan voisin. Selon le recensement de 2023, 57 % des habitants de la province sont des Baloutches parlent baloutchi (40 %) ou brahoui (17 %) et 34 % des Pachtounes parlant le pachto, les langues liées à ces deux principales ethnies. Les Saraikis (2,2 %) et les Sindis (3,8 %) forment les deux autres groupes les plus importants. On trouve également une importante minorité d'Hazaras, refugiés d'Afghanistan.
La province est très majoritairement musulmane, à 99,2 % de la population selon le recensement de 2017. Le reste de la population est constitué d'hindous à 0,4 % et de chrétiens à 0,3 %, ainsi que quelques rares sikhs, qui étaient autrefois nombreux.
Les Baha'is et les Ahmadis ne sont pas recensés, et sont persécutés, car ils ne sont pas considérés comme musulmans.  

### Éducation
La population est à majorité tribale et très peu alphabétisée.

## Économie

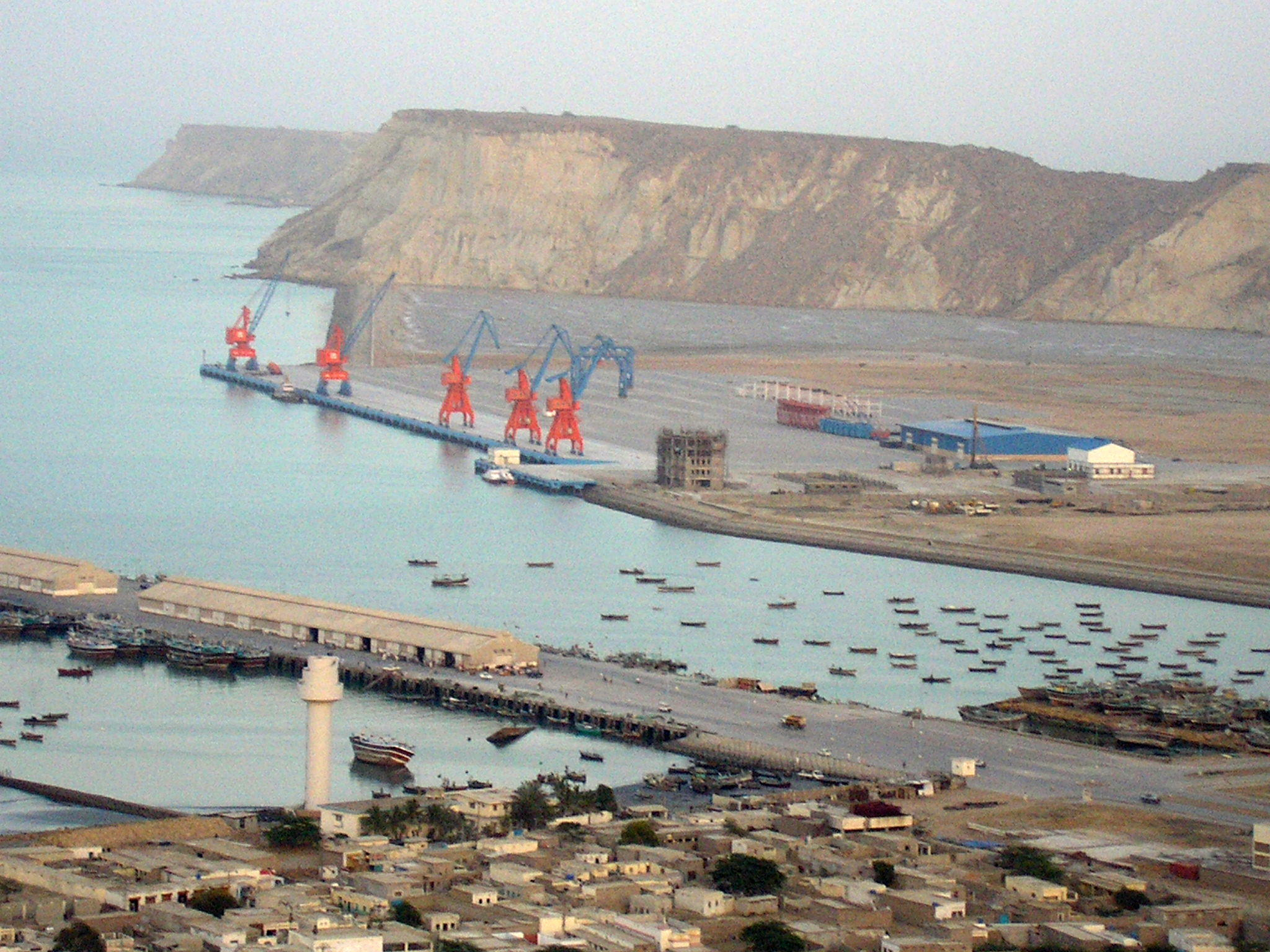
Le port de Gwadar en 2007.

Le gaz naturel, le charbon ainsi que l'onyx sont les principales ressources naturelles de cette province. Très peu développé économiquement, le Baloutchistan, bien que rattaché au régime fédéral d'Islamabad, vit toujours selon des lois féodales et sous le joug de quelques grands seigneurs, les « Mirs », à qui appartiennent les terres et les populations qui y vivent. La population de la province est très pauvre et les infrastructures y sont largement absentes. Toutefois, le développement du port de Gwadar a plus récemment créé des espoirs, avec des projets d'autoroute et chemins de fer pour le desservir.
Le sous-sol de cette province recèle également quantité de minerais, de réserves de pétrole, de gaz, de cuivre et d’or.

## Conflits armés
Les « guerres baloutches » frappent la province depuis l'indépendance du pays en 1947. C'est un conflit de basse intensité mais toutefois persistant. Il émane de l'ethnie majoritaire localement, qui réclame l'indépendance ou l'autonomie ainsi qu'une meilleure répartition des richesses naturelles de la province pour sa population. Le mouvement mené par exemple par le Front de libération du Baloutchistan a été réprimé par l'armée pakistanaise, qui est accusé avec les services secrets de disparitions forcées. 
Parallèlement, la province est également touchée depuis 2004 par l'insurrection islamiste au Pakistan qui frappe surtout les régions tribales et la province de Khyber Pakhtunkhwa, voisins du Baloutchistan au nord. Les talibans pakistanais qui se battent contre l'armée pakistanaise ont souvent trouvé refuge dans la région, à l'instar de Abdullah Mehsud qui y est mort en 2007.
En août 2024, une série d’attentats coordonnés, revendiqués par les séparatistes de l’Armée de libération du Baloutchistan fait 51 morts.

## Drapeau et symboles
Le Baloutchistan ayant été touché par de multiples conflits politiques, économiques et religieux au sein de la province, de nombreuses problématiques se posent quant au véritable drapeau censé représenter le peuple baloutche. Les communautés idéologiques, très divisées, vont souvent préférer considérer que leur drapeau est celui de l'État tout entier. La question ne se pose véritablement qu'entre deux groupes : indépendantistes et pro-Pakistanais. Les partisans de l'indépendance (surtout situés dans les campagnes), arborent un drapeau bicolore, vert et rouge sur lequel un triangle bleu ou bleu ciel incliné sur la gauche de 90° recouvert d'une étoile blanche vient se superposer. Les non-indépendantistes, eux, affirment leur appartenance à l'islam (à la manière de l'Arabie saoudite ou l'ex-Libye de Khadafi) par l'utilisation du drapeau vert surmonté des héraldiques de la région. 
Le drapeau indépendantiste prend en compte au travers de ses couleurs la communauté sikh au sein de la région tandis que celui des pro-Pakistan semble affirmer l'islam. 

Drapeau officiel de la province.
Drapeau des indépendantistes baloutches.
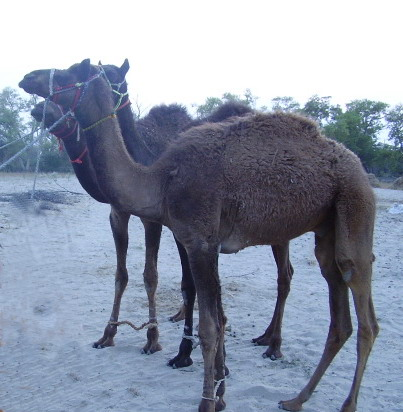
Le dromadaire, mammifère emblématique de la province.
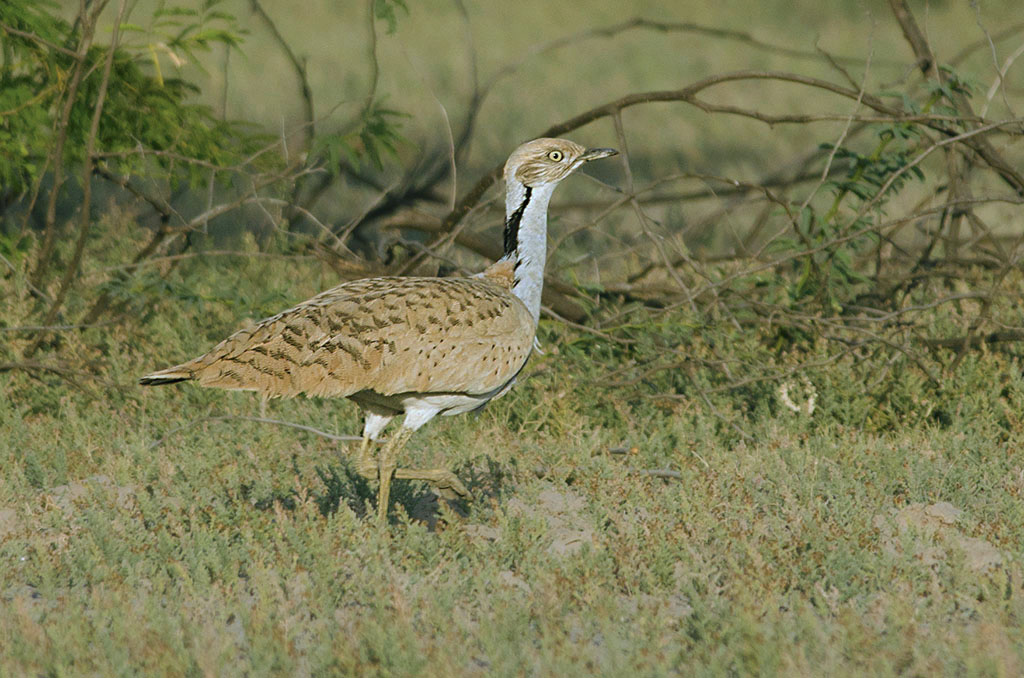
L'outarde de Macqueen, oiseau emblématique.
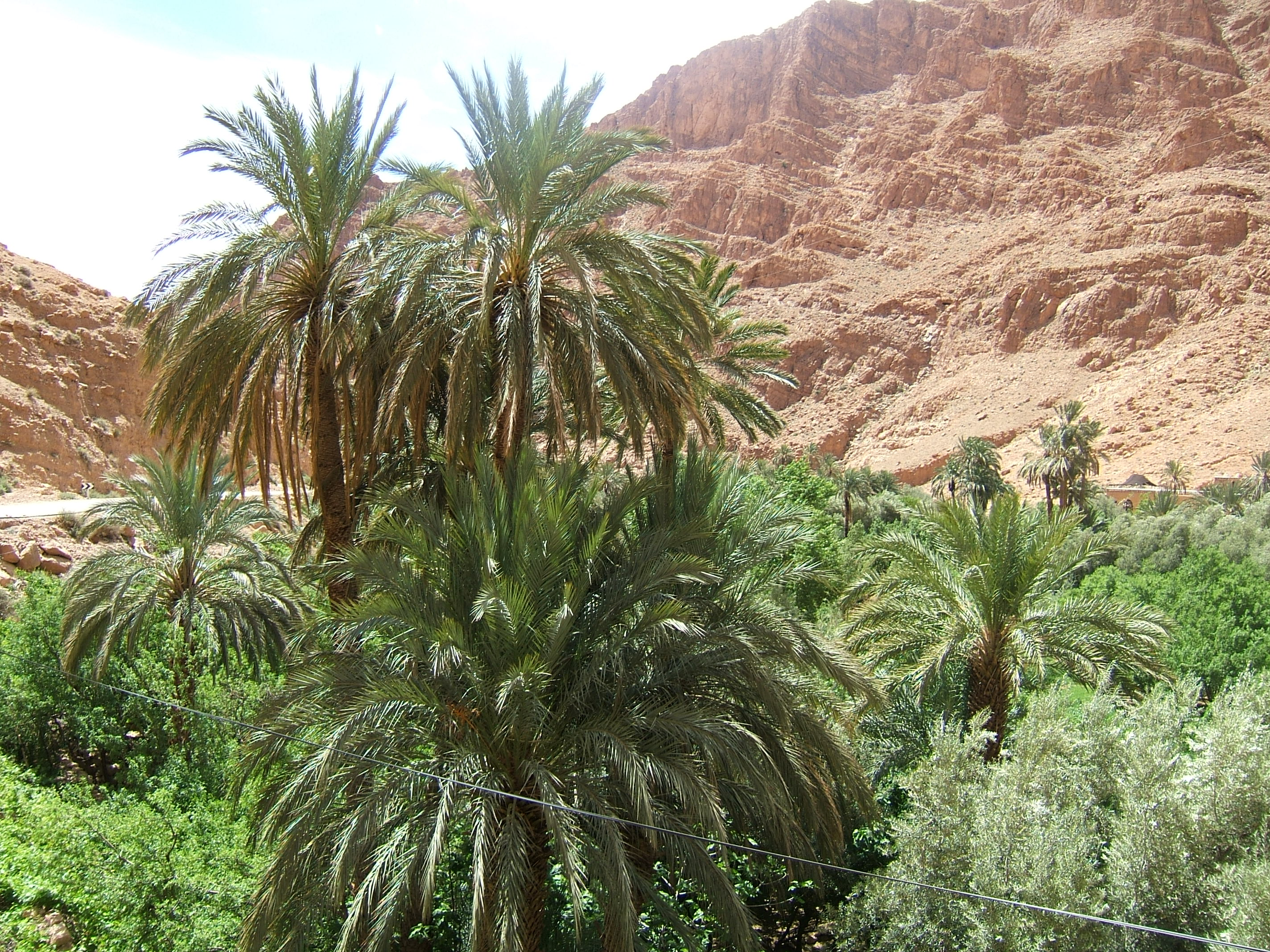
Palmier dattier, arbre emblématique.
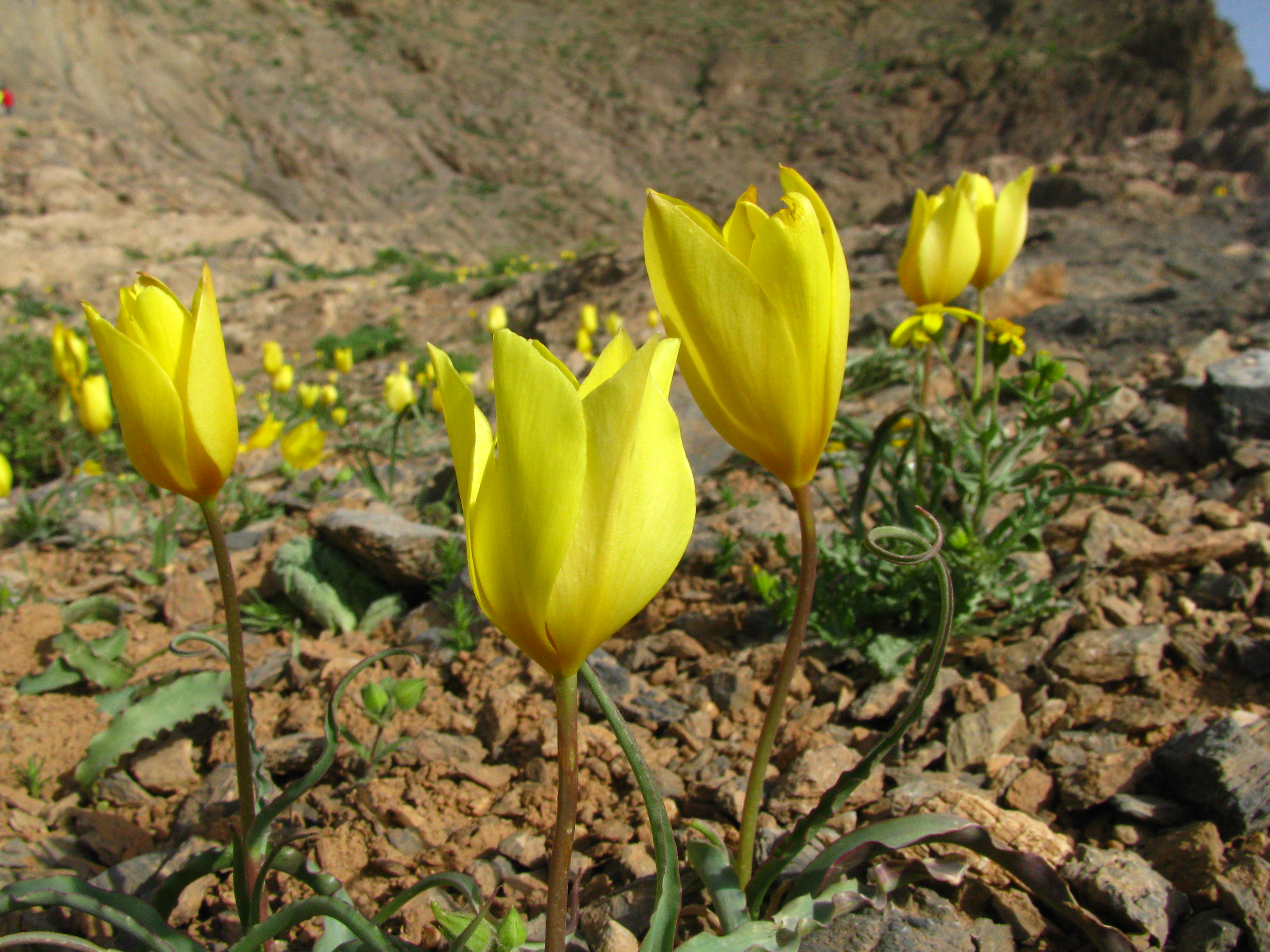
Tulipa sylvestris, fleur emblématique.